# Stenandriopsis thomensis
Stenandriopsis thomensis là một loài thực vật có hoa trong họ Ô rô. Loài này được (Milne-Redh.) Heine miêu tả khoa học đầu tiên năm 1966.